# شهرداری بالوی
شهرداری بالوی (به لاتین: Balvi Municipality) یک شهرداری در لتونی است. شهرداری بالوی ۱۵٬۸۳۴ نفر جمعیت دارد.